# Masahiro Motoki
Pour les articles homonymes, voir Motoki.
Masahiro Motoki (本木 雅弘, Motoki Masahiro), né à Okegawa dans la préfecture de Saitama au Japon le 21 décembre 1965, est un acteur japonais.

## Biographie
Masahiro Motoki joue le rôle de Daigo Kobayashi dans Departures, film qui a remporté l'Oscar du meilleur film en langue étrangère à la 81e cérémonie des Oscars. Cette performance lui a également valu les prix du meilleur acteur en 2009 aux Asia Pacific Screen Awards (en) ainsi qu'aux Asian Film Awards 2009 et à la 32e cérémonie des prix de l'Académie japonaise.

## Filmographie

### Au cinéma
- 1982 : Shibugakitai: Boys and Girls (en) (シブがき隊 ボーイズ & ガールズ, Shibugakitai Bōizu & Gāruzu) de Yoshimitsu Morita : Kimiaki
- 1982 : Santô kôkôsei (三等高校生) de Yûsuke Watanabe
- 1983 : Headphone Lullaby (ヘッドフォン・ララバイ, Heddofon rarabai) de Shigeyuki Yamane : Rei Kazama
- 1985 : Barrow Gang BC (バロー・ギャングBC, Barō gyangu BC) de Izō Hashimoto : Shun Someya
- 1989 : Four Days of Snow and Blood (226, Ni ni roku) de Hideo Gosha : Toshi Kono
- 1989 : Beppin no machi (べっぴんの町) de Takahito Hara : Shuji Sayama
- 1989 : Raffles Hotel (ラッフルズホテル, Raffuruzu hoteru) de Ryū Murakami : Takeo Youki
- 1989 : Fancy Dance (ファンシイダンス, Fanshî dansu) de Masayuki Suo : Yohei Shiono
- 1990 : Fûsen (ふうせん) de Shinsuke Inoue : Toru Nagauchi
- 1991 : Kagerô (陽炎) de Hideo Gosha : Ichitaro Kosugi
- 1991 : Asobi no jikan wa owaranai (遊びの時間は終わらない) de Sadaaki Haginiwa : Hirata
- 1992 : Sumo Do, Sumo Don't (シコふんじゃった。, Shiko Funjatta) de Masayuki Suo : Shuhei Yamamoto
- 1992 : Sakana kara daiokishin!! (魚からダイオキシン!!) de Ryûdô Uzaki : Kenji
- 1993 : Last Song (ラストソング, Rasuto songu) de Shigemichi Sugita : Syukichi Yasumi
- 1994 : Ranpo (en) de Rintaro Mayuzumi et Kazuyoshi Okuyama : Kogoro Akechi
- 1995 : Gonin (ゴニン) de Takashi Ishii : Junichi Mitsuya
- 1996 : Shall We Dance? (Shall we ダンス?, Sharu wī dansu?) Masayuki Suo : Hiromasa Kimoto
- 1996 : Tokiwa-so no seishun (トキワ荘の青春) de Jun Ichikawa : Hiroo Terada
- 1996 : Bagu de Yoshinari Nishikôri
- 1998 : The Bird People in China (中国の鳥人, Chūgoku no Chōjin) de Takashi Miike : Wada
- 1999 : Gemini (双生児, Sōseiji) de Shin'ya Tsukamoto : Yukio Daitokuji / Sutekichi
- 2003 : Spy Sorge (スパイ・ゾルゲ, Supai Zoruge) de Masahiro Shinoda : Hidemi Ozaki
- 2003 : Ganryujima (巌流島) de Seiji Chiba : Musashi Miyamoto
- 2006 : Amer Béton (鉄コン筋クリート, Tekkon Kinkurīto) (film d'animation) de Michael Arias : Hebi, le serpent (voix)
- 2007 : The Longest Night in Shanghai (en) (夜の上海, Yoru no Shanghai) de Yibai Zhang : Naoki Mizushima
- 2008 : Departures (おくりびと, Okuribito) de Yōjirō Takita : Daigo Kobayashi
- 2015 : Le Jour le plus long du Japon (日本のいちばん長い日, Nihon no ichiban nagai hi ketteiban) : Empereur Hirohito
- 2015 : Tenkû no hachi de Yukihiko Tsutsumi : Koichi Mishima
- 2016 : The Long Excuse (en) (永い言い訳, Nagai iiwake) de Miwa Nishikawa : Sachio Kinugasa
- 2024 : Touch - Nos étreintes passées : Takahashi-san

### À la télévision
- 1991 : Taiheiki (太平記) (série télévisée) : Tadaaki Chigusa
- 1993 : Saiyûki (西遊記) (téléfilm) : Sun Wu-Kong (Monkey)
- 1995 : Kimi to deatte kara (君と出逢ってから) (série télévisée) : Seiji Togawa
- 1995 : Namida tataete bishô seyo: Meiji no musuko, Shimada Seijiro (téléfilm) : Seijiro Shimada
- 1998 : Tokugawa Yoshinobu (徳川慶喜) (série télévisée - Taiga drama) : Yoshinobu Tokugawa
- 1999 : Rinjin wa hisoka ni warau (隣人は秘かに笑う) (série télévisée) : Kyoichi Takagi
- 2000 : Black Jack (ブラックジャック, Burakku Jakku) (téléfilm) : Black Jack
- 2000 : Black Jack II (téléfilm) : Black Jack
- 2001 : Black Jack III (téléfilm) : Black Jack
- 2001 : Shotoku taishi (聖徳太子) (téléfilm) : Umayado no ouji / Shotoku Taishi
- 2001 : Suiyobi no joji (水曜日の情事)(série télévisée) : Eiichiro Sakura
- 2003 : Kôfuku no ôji (幸福の王子) (série télévisée) : Shuhei Narikawa
- 2005 : Natsumeke no shokutaku (夏目家の食卓) (téléfilm) : Soseki Natsume
- 2005 : Konya hitori no bed de (今夜ひとりのベッドで) (série télévisée) : Akiyuki Tomonaga
- 2009-2011 : Saka no ue no kumo (en) (坂の上の雲) (série télévisée) : Akiyama Saneyuki (13 épisodes)
- 2012 : Unmei no Hito (série télévisée) : Ryotaro yuminari (saison 1, épisodes 1 et 2)
- 2013 : Dakishimetai! Forever (téléfilm) : Jun (voix)
- 2019 : Giri/Haji (série télévisée)

## Distinctions
- Prix Kan Kikuchi (2009)